# Aeonium tijarafense
Aeonium tijarafense är en fetbladsväxtart som beskrevs av A.Santos, Bañares. Aeonium tijarafense ingår i släktet Aeonium och familjen fetbladsväxter. Inga underarter finns listade i Catalogue of Life.